# 萨拉·西登斯
萨拉·西登斯（英語：Sarah Siddons，1755年7月5日—1831年6月8日）是一位英国演员，在18世纪以出演悲剧而著名。她是約翰·飛利浦·肯伯、查爾斯·肯伯、史蒂芬·肯伯、安·哈頓和伊麗莎白·懷特洛克的姐姐。萨拉·西登斯以其塑造的莎士比亚角色——麦克白夫人而闻名。

## 生平

### 少年
萨拉·肯伯（Sarah Kemble）出生于威尔士布雷克诺克郡的布雷肯，是演员经纪人罗杰·肯伯和萨拉·沃德（Sarah "Sally" Ward）的大女儿。
表演那时对于女性来说刚刚才成为一个能让人尊敬的职业，所以起初父母并不同意她的选择。

### 职业生涯
1774年，西登斯出演托马斯·奥特维的《得救的威尼斯》剧中的Belvidera使她获得了第一次的成功。这使她引起了大卫·加里克的注意。他派代表观察她是否适合托马斯·罗维的《由衷的忏悔》剧中的卡丽斯塔。最后，这使得她能够出现在皇家劇院。由于经验不足和其他的种种原因，她第一次饰演的鲍西亚和其他的角色并没有得到好评。她随后收到了皇家劇院经理的一份说明，表明她没有必要再继续演下去了。用她自己的话说，她是：
作为一个缺少名气和财富的新手从德魯里巷皇家劇院放逐。 
1777年，她进入地方的“巡演剧院”。在其后的6年里她在地方剧院（主要是在约克和巴斯）表演，声誉鹊起，其后她1782年10月10日在德魯里巷皇家劇院的出现更显特别。她即兴适应并演出了一个托马斯·萨瑟恩的戏剧《伊莎贝拉，或是致命的婚姻》中的剧名角色。

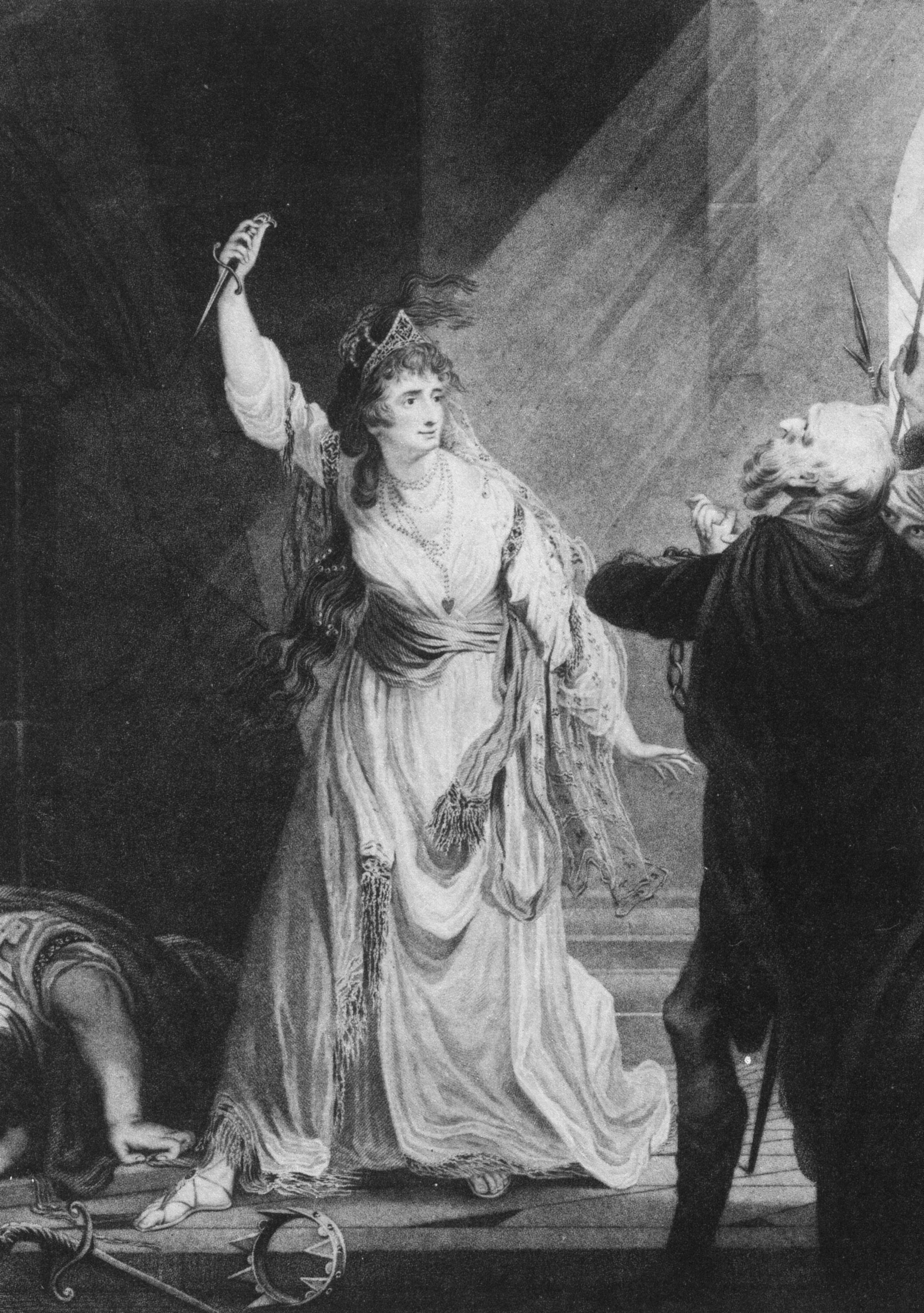
1782年萨拉·西登斯在德魯里巷皇家劇院饰演阿瑟·墨菲的《希腊的女儿》剧中的Euphrasia

她最著名的角色是麦克白夫人，正是她丰富的情绪造就了她阐释的麦克白夫人时叹为观止的表情，令她的观众走火入魔。在饰演麦克白夫人时她发觉了自己表演能力的最高点。她令人惊奇的身高、美丽的容颜、富有表达力的双眼以及庄重的行为举止形成了她自己的独特风格。
在麦克白夫人后她饰演了苔丝狄蒙娜、罗沙琳德、奥菲莉娅以及伏伦妮娅，均取得了巨大的成功；但在饰演凯瑟琳皇后时她发现这个角色就像麦克白夫人一般适合她的表演能力。
在起初的20年里她是不容置喙的德魯里巷皇家劇院后。她的著名地位被称作“神话”和“不朽”，并且“在18世纪80年代中期，西登斯被确立为一个文化标志。”她混迹于伦敦社会的艺术及精英阶层中，她熟识的人有塞缪尔·约翰逊、埃德蒙·伯克、Hester Thrale Piozzi和威廉·温德顿。
1802年她离开了德魯里巷，后来一次又一次的出现在伦敦皇家剧院上。在那儿，在1812年6月29日，她造就了也许是戏剧史上最不平凡的告别表演。她扮演了她最著名的角色麦克白夫人，观众在梦游的场景结束后甚至拒绝让表演继续。最终，经过一遍又一遍的掌声，帷幕被重新拉开，人们发现西登斯穿着自己的衣服坐在那儿——就在这样的情况下她对观众作了持续八分钟的激动的告别演说。
西登斯从舞台正式退休是在1812年，但她偶尔出现在一些重要的场合。她最后一次现身舞台是在1819年6月9日，作为约翰之家里道格拉斯的伦道夫夫人。

### 个人生活
她最初是做在沃里克郡考文垂路撒克逊米尔附近的盖伊克里夫之家的格瑞海德女士的女仆。
1773年，18岁的萨拉嫁给了演员威廉·西登斯。她的家庭十分不幸；她生了七个孩子，但是五个夭折了，她与威廉·西登斯的婚姻关系也逐步紧张，最终以非正式的分手而告终。

## 逝世
萨拉·西登斯在伦敦卒于1831年，并下葬在帕丁顿格林的圣玛丽墓地。 

## 雷诺兹的画像

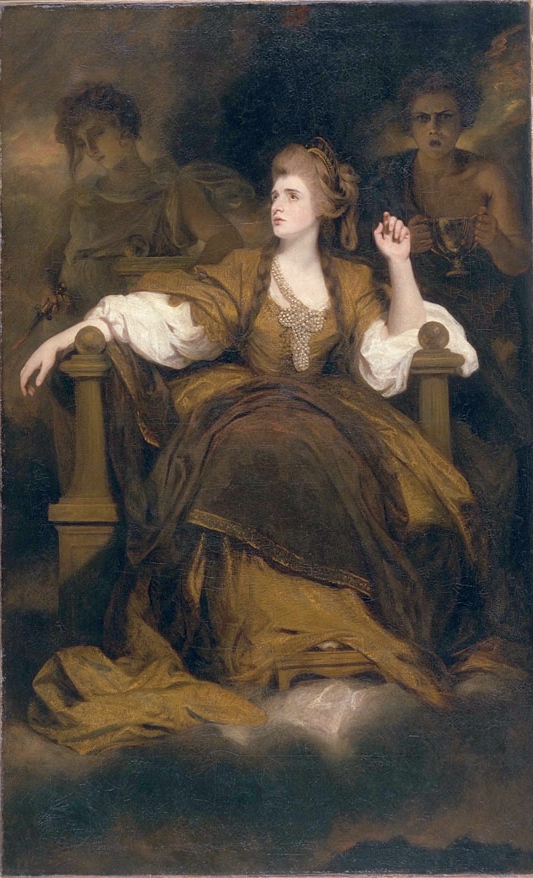
约书亚·雷诺兹作，萨拉·西登斯扮演悲剧缪斯

约书亚·雷诺兹于1784年绘制过一副著名的画像，即《萨拉·西登斯扮演悲剧缪斯》，并且在裙子的摺边上署字，“我决心把您衣服上的摺边传授给后人。”他写道。
1950年，约瑟夫·曼凯维奇看到了这幅画像，决定拍摄《四面夏娃》。场景设在了当时虚构的萨拉·西登斯协会的舞厅，是以萨拉·西登斯出演的悲剧缪斯而做成萨拉·西登斯奖小塑像的授予仪式。在宴会场景的高潮部分，这幅画像明显地出现在贝蒂·戴维斯和玛丽莲·梦露中间。当安妮·巴克斯特经过它的时候，这幅画像也构成了最后的场景。
1957年，作为大师庆典的一部分，在一个再创作的绘画舞台上贝蒂·戴维斯化装成了萨拉·西登斯。

## 相关文化
在电影《四面夏娃》里，萨拉·西登斯奖是一个纯属虚构的奖项。然而，现在确实存在奖励剧场里在戏剧上有成就者的美国萨拉·西登斯奖：一个真实的、有声望的奖项，以西登斯的荣誉命名。该奖项每年在芝加哥由“萨拉·西登斯协会”授予。
伦敦地铁有一个威克斯制造的电力机车以她的名字命名。作为在大都会线上使用的第12号车，比其他机车使用的时间都长，一直使用至1961年。她被喷涂以栗色涂装，是20个仍然保存有工作的火车头之一。
1970年代The Babys的创始人迈克尔·科比，据报道是萨拉·西登斯的曾曾曾曾孙。

## 参看
- 肯伯家族

萨拉·西登斯的曾孙女，玛格丽特·西登斯，嫁给了查尔斯·麦肯兹·科比（原名西登斯·科比）。他们的儿子、科比裤公司创始人约翰·西登斯·科比。三个孩子中最年轻的是彼得·约翰·科比（科比“电动”裤的发明人），他是迈克尔·约翰·西登斯·科比（生于1951年7月3日）的父亲。

## 更多阅读
- Seewald, Jan: Theatrical Sculpture. Skulptierte Bildnisse berühmter englischer Schauspieler (1750–1850), insbesondere David Garrick und Sarah Siddons. Herbert Utz Verlag, München 2007, ISBN 978-3-8316-0671-9

## 链接
- Shaughnessy, Robert. “Siddons , Sarah (1755–1831).” Oxford Dictionary of National Biography. Ed. H. C. G. Matthew and Brian Harrison. Oxford: OUP, 2004. Online ed. Ed. Lawrence Goldman. Jan. 2006. 16 Dec. 2006.